# Robert Kindler
Robert Kindler (* 1978) ist ein deutscher Historiker. 

## Leben
Robert Kindler wuchs in Merseburg auf, wo er 1997 das Abitur ablegte und danach seinen Zivildienst absolvierte. Von 1998 bis 2005 studierte er Neuere/Neueste Geschichte, Politikwissenschaften und Kulturwissenschaften in Berlin und Woronesch. 2012 promovierte er mit einer Arbeit zum Stalinismus in Zentralasien. 2021 wurde er im Fach Neuere/Neueste Geschichte an der Humboldt-Universität zu Berlin habilitiert. Seit 2022 ist er Professor für Geschichte Ost- und Ostmitteleuropas am Osteuropa-Institut der Freien Universität Berlin.  
Seine Forschungsschwerpunkte sind die transnationale Geschichte des Russischen Kaiserreichs, Geschichte des Nordpazifiks, Stalinismus in Zentralasien, die Geschichte Kasachstans sowie postsowjetische Erinnerungskulturen.

## Schriften (Auswahl)
Monographien
- Stalins Nomaden. Herrschaft und Hunger in Kasachstan. Hamburg: Hamburger Edition 2014 (2. Auflage Hamburg 2020). hsozkult.de
  - Russische Ausgabe: Stalinskie kočevniki. Vlast’ i golod v Kazachstane. Moskva: Rosspen 2017.
  - Englische Ausgabe: Stalin’s Nomads. Soviet Power and Famine in Kazakhstan. Pittsburgh: Pittsburgh University Press 2018.
  - Kasachische Ausgabe: Stalindık köşpendıler. Qazaqstan bilıgı jäne aşarşylyq. Astana: Foliant 2023.
- Robbenreich. Russland und die Grenzen der Macht am Nordpazifik. Hamburg: Hamburger Edition 2022. hsozkult.de

Herausgeberschaft
- (gemeinsam mit Jörg Baberowski): Jahrbuch für Historische Kommunismusforschung 2023. Kontrollregime und Stabilitätserwartungen im Spätsozialismus, Berlin 2023.
- (gemeinsam mit Helena Holzberger, Martin Wagner): Besprochene Geschichte. Die Ukraine, Russland und die Sowjetunion in Buchrezensionen – ein Dossier von H-Soz-Kult, in: H-Soz-Kult, 29.07.2022.
- (gemeinsam mit Jörg Baberowski und Stefan Donth): Disziplinieren und Strafen. Dimensionen politischer Repression in der DDR, Frankfurt/M.: Campus 2021.
- (gemeinsam mit Jörg Baberowski): Macht ohne Grenzen. Terror und Herrschaft im Stalinismus, Frankfurt/M.: Campus 2014.